# La Tovara
La Tovara  es un manantial ubicado en el municipio de San Blas Nayarit en el estado de Nayarit (México), que da origen a un estanque natural de agua dulce en medio de un estero en la base de una serranía. El área es muy extensa 640 mil hectáreas y está llena de canales naturales entre la jungla que desembocan a la bahía de Matanchén en el océano Pacífico. Forma parte de la Reserva Estatal Sierra de San Juan

## Flora y Fauna

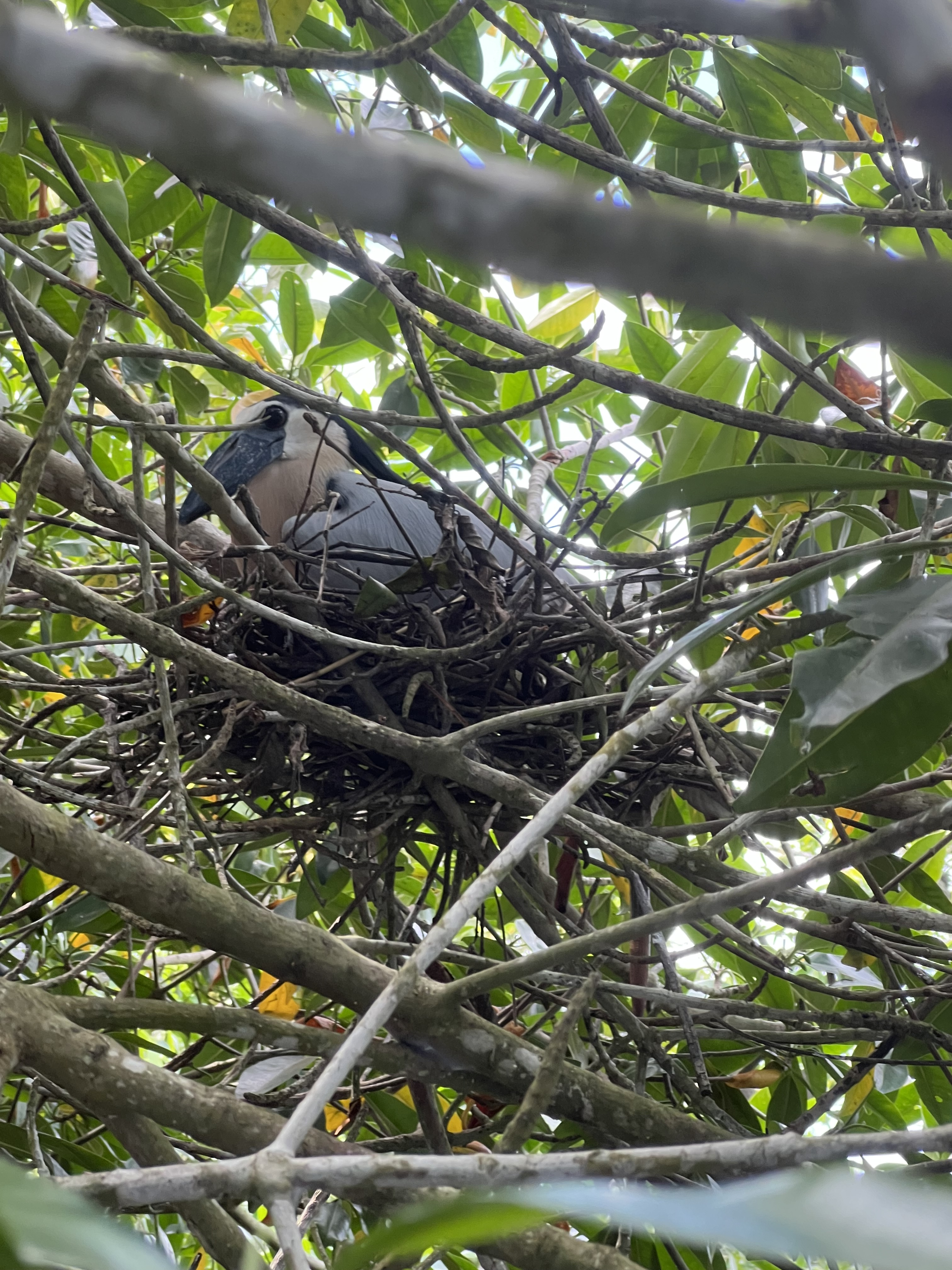
Garza Cucharon Cochlearius cochlearius

La vegetación es frondosa y llena de plantas tropicales entre las que destacan los helechos gigantes y cuatro tipo de manglares de las especies Rhizophora mangle, Laguncularia racemosa, Avicennia germinans y Conocarpus erectus.
Su biodiversidsd está compuesta por diversos tipos de vegetación: manglar, selva baja caducifolia, selva mediana subcaducifolia, bosques de pino-encino.
Cuenta una fauna diversa que incluye cocodrilos, tortugas, jaguares, ocelotes, armadillos, y una gran variedad de aves y peces. Dentro de las aves que se pueden encontrar están: la garza blanca, garza rosada pico de espátula, garza canela pico de bote", garza tigre, flamingos, luisvienteveos, martinete cucharon, entre otros.
En la zona se ha documentado la existencia de 199 especies de aves, 90 mamíferos, 22 reptiles, nueve anfibios, 160 insectos, 31 peces, tres moluscos y tres crustáceos.

## Paseo

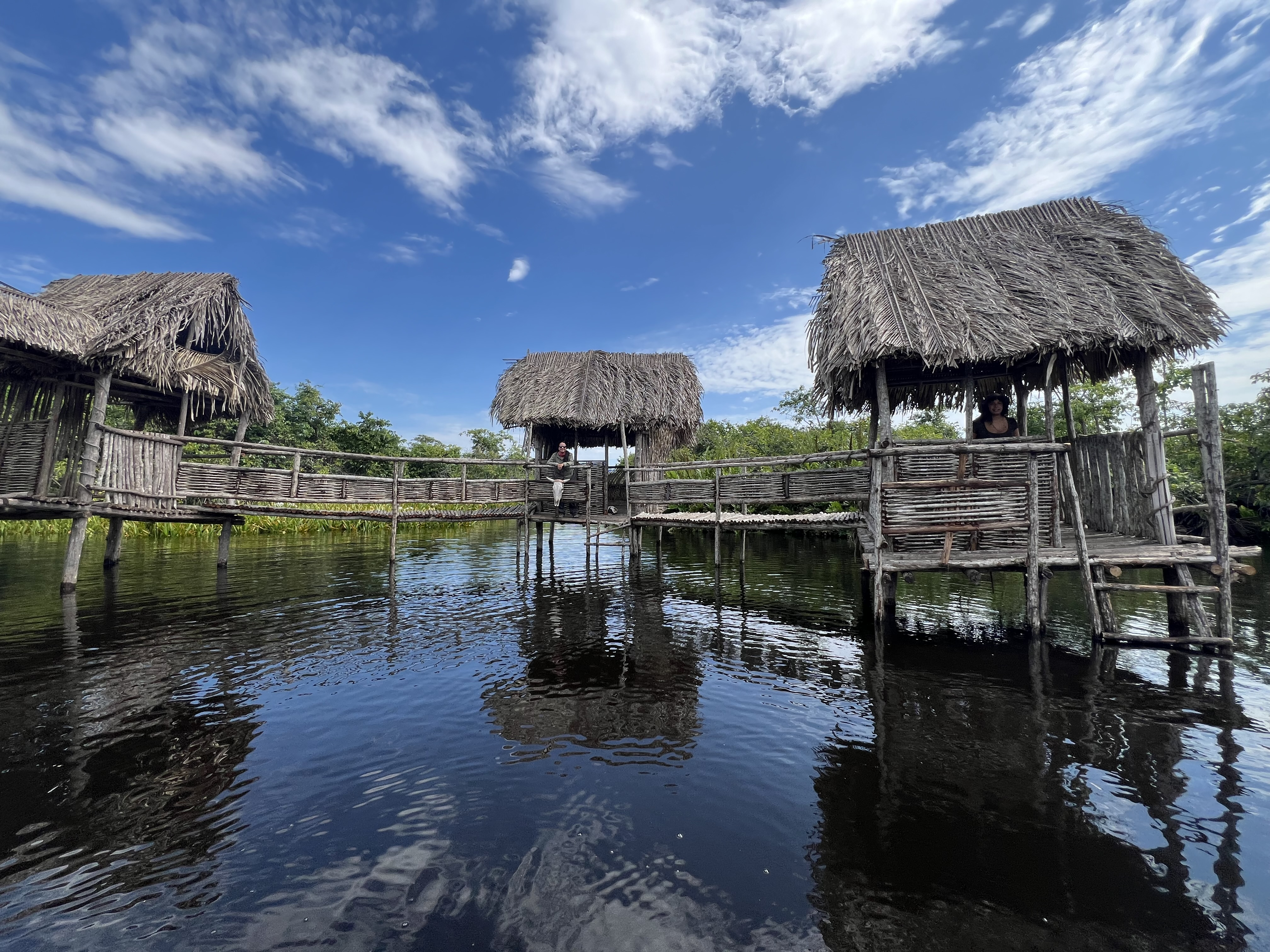
Paseo la Tovara set película Cabeza de Vaca.

Se puede visitar el lugar por lancha en un viaje a través de dichos canales embarcándose ya sea en un sitio llamado "La Aguada" aledaño al puerto de San Blas paseo largo o en el embarcadero turístico de La Tovara paseo corto. 
Existen diversos canales que están interconectados por agua, al Cocodrilario Kiekari y al set donde se filmó la película Cabeza de Vaca. La Tovara se encuentra en tierras denominadas de humedales, importante para la biodiversidad de México especialmente en aves. Sitio RAMSAR.
Este sitio ha sido reconocido como un sitio RAMSAR de México, por lo que es un buen lugar para iniciarse en la observación de aves. Quedó inscrito como sitio RAMSAR el 2/2/2008 reconociéndosele 5733 hectáreas de extensión. Su ubicación es 21°35′N 105°34′O / 21.583, -105.567.
La Tovara tiene un pequeño restaurante que ofrece los platillos típicos de la gastronomía local que incluye el pescado zarandeado y tatemado, y que da también el servicio de vestidores y servicios sanitarios al público que acostumbra ir a nadar a este lugar.